# Lijst van voetbalinterlands Australië - Salomonseilanden
Deze lijst van voetbalinterlands is een overzicht van alle officiële voetbalwedstrijden tussen de nationale teams van Australië en de Salomonseilanden. De landen hebben tot op heden tien keer tegen elkaar gespeeld. De eerste ontmoeting was een kwalificatiewedstrijd voor het Wereldkampioenschap voetbal 1994 op 4 september 1992 in Honiara. Het laatste duel, een kwalificatiewedstrijd voor het Wereldkampioenschap voetbal 2006, vond plaats op 6 september 2005 in Honiara.

## Wedstrijden
| №  | Plaats    | Datum             | Competitie           | Wedstrijd                    | Uitslag |
| -- | --------- | ----------------- | -------------------- | ---------------------------- | ------- |
| 1  | Honiara   | 4 september 1992  | WK 1994 kwalificatie | Salomonseilanden − Australië | 1 − 2   |
| 2  | Newcastle | 26 september 1992 | WK 1994 kwalificatie | Australië − Salomonseilanden | 6 − 1   |
| 3  | Sydney    | 11 juni 1997      | WK 1998 kwalificatie | Australië − Salomonseilanden | 13 − 0  |
| 4  | Sydney    | 17 juni 1997      | WK 1998 kwalificatie | Salomonseilanden − Australië | 2 − 6   |
| 5  | Papeete   | 23 juni 2000      | OFC Nations Cup 2000 | Salomonseilanden − Australië | 0 − 6   |
| 6  | Adelaide  | 6 juni 2004       | WK 2006 kwalificatie | Salomonseilanden − Australië | 2 − 2   |
| 7  | Honiara   | 9 oktober 2004    | OFC Nations Cup 2004 | Salomonseilanden − Australië | 1 − 5   |
| 8  | Sydney    | 12 oktober 2004   | OFC Nations Cup 2004 | Australië − Salomonseilanden | 6 − 0   |
| 9  | Sydney    | 3 september 2005  | WK 2006 kwalificatie | Australië − Salomonseilanden | 7 − 0   |
| 10 | Honiara   | 6 september 2005  | WK 2006 kwalificatie | Salomonseilanden − Australië | 1 − 2   |

## Samenvatting
| Competitie      | Totaal gespeeld | Winst Australië | Gelijk | Winst Salomonseilanden | Doelsaldo Australië – Salomonseilanden |
| --------------- | --------------- | --------------- | ------ | ---------------------- | -------------------------------------- |
| WK-kwalificatie | 7               | 6               | 1      | 0                      | 38 − 7                                 |
| OFC Nations Cup | 3               | 3               | 0      | 0                      | 17 − 1                                 |
| Totaal          | 10              | 9               | 1      | 0                      | 55 − 8                                 |

Wedstrijden bepaald door strafschoppen worden, in lijn met de FIFA, als een gelijkspel gerekend.
FFA · A-internationals · Selecties · Bondscoaches · Australisch vrouwenelftal · Australië U21 · Australië U20 · Australië U19 · Australië U18 · Australië U17
1920 – 1929 · 
1930 – 1939 · 
1940 – 1949 · 
1950 – 1959 · 
1960 – 1969 · 
1970 – 1979 · 
1980 – 1989 · 
1990 – 1999 · 
2000 – 2009 · 
2010 – 2019 ·
2020 − 2029
WK 1974 ·
WK 2006 ·
WK 2010 · 
WK 2014 · 
WK 2018
OS 1956 · 
OS 1988 · 
OS 1992 · 
OS 1996 · 
OS 2000 · 
OS 2004 · 
OS 2008 · 
OS 2020
1922 ·
1923 · 
1924 · 
1925–1932 ·
1933 ·
1934–1935 ·
1936 ·
1937 ·
1938 ·
1939–1946 ·
1947 · 
1948 · 
1949 ·
1950 · 
1951–1953 ·
1954 · 
1955 · 
1956 · 
1957 ·
1958 · 
1959–1964 · 
1965 · 
1966 ·
1967 ·
1968 ·
1969 · 
1970 · 
1971 ·
1972 · 
1973 · 
1974 · 
1975 · 
1976 · 
1977 · 
1978 · 
1979 · 
1980 · 
1981 · 
1982 · 
1983 · 
1984 · 
1985 · 
1986 · 
1987 · 
1988 · 
1989 · 
1990 · 
1991 · 
1992 · 
1993 · 
1994 · 
1995 · 
1996 · 
1997 · 
1998 · 
1999 · 
2000 · 
2001 · 
2002 · 
2003 · 
2004 · 
2005 · 
2006 · 
2007 · 
2008 · 
2009 · 
2010 · 
2011 · 
2012 · 
2013 ·
2014 · 
2015 · 
2016 ·
2017 ·
2018 ·
2019 ·
2020 ·
2021
Amerikaans-Samoa ·
Argentinië ·
Bahrein ·
Bangladesh ·
België ·
Brazilië ·
Bulgarije ·
Cambodja ·
Canada ·
Chili ·
China ·
Colombia ·
Cookeilanden ·
Costa Rica ·
DDR ·
Denemarken ·
Duitsland ·
Ecuador ·
Egypte ·
Engeland ·
Fiji ·
Filipijnen ·
Frankrijk ·
Ghana ·
Griekenland ·
Guam ·
Honduras ·
Hongarije ·
Hongkong ·
Ierland ·
India ·
Indonesië ·
Irak ·
Iran ·
Israël ·
Italië ·
Jamaica ·
Japan ·
Jordanië ·
Kameroen ·
Kenia ·
Kirgizië ·
Koeweit ·
Kroatië ·
Libanon ·
Liechtenstein ·
Maleisië ·
Marokko ·
Mexico ·
Nederland ·
Nepal ·
Nieuw-Caledonië ·
Nieuw-Zeeland ·
Nigeria ·
Noord-Ierland ·
Noord-Korea ·
Noord-Macedonië ·
Noorwegen ·
Oezbekistan ·
Oman ·
Palestina ·
Papoea-Nieuw-Guinea ·
Paraguay ·
Peru ·
Polen ·
Qatar ·
Roemenië ·
Salomonseilanden ·
Samoa ·
Saoedi-Arabië ·
Schotland ·
Servië ·
Singapore ·
Slovenië ·
Slowakije ·
Spanje ·
Syrië ·
Tadzjikistan ·
Tahiti ·
Taiwan ·
Thailand ·
Tonga ·
Tsjechië ·
Tsjecho-Slowakije ·
Tunesië ·
Turkije ·
Uruguay ·
Vanuatu ·
Venezuela ·
Verenigde Arabische Emiraten ·
Verenigde Staten ·
Vietnam ·
Wales ·
Zimbabwe ·
Zuid-Afrika ·
Zuid-Korea ·
Zuid-Vietnam ·
Zweden ·
Zwitserland
Amerikaans-Samoa (2001) · 
Argentinië (2022) ·
Brazilië (1997) · 
Brazilië (2006) · 
Chili (2014) · 
Denemarken (2018) · 
Denemarken (2022) · 
Duitsland (2010) · 
Frankrijk (2018) · 
Italië (2006) · 
Japan (2006) · 
Kroatië (2006) · 
Nederland (2014) · 
Peru (2018) · 
Spanje (2014) · 
Zuid-Korea (2015, 2)
SIFF · 
Salomonseilands vrouwenelftal
Interlands
Tegenstander:
Amerikaans-Samoa ·
Australië ·
Cookeilanden ·
Fiji ·
Guam ·
Hongkong ·
Macau ·
Maleisië ·
Nieuw-Caledonië ·
Nieuw-Zeeland ·
Papoea-Nieuw-Guinea ·
Samoa ·
Singapore ·
Taiwan ·
Tahiti ·
Tonga ·
Vanuatu